# Vincent Valladon
Vincent Valladon (* 13. března 1994, Francie) je francouzský dětský herec.

## Kariéra
Francouzský herecký talent tohoto mladého umělce se poprvé projevil v roce 2003, kdy se objevil ve filmu Fanfán Tulipán s Vincentem Perezem a Penélope Cruz. V dalších třech letech se objevil například v seriálech Joséphine, ange gardien nebo Mademoiselle Joubert nebo v TV filmu Monsieur Léon. V roce 2007 dostal dvě větší herecké příležitosti, první ve filmu Zkáza zámku Herm s Gaspardem Ullielem a Tchéky Karyem a druhou ve filmu Velké město, kde ztvárnil hlavní úlohu. Dále následovaly další dva TV filmy J´ai pensé á vous tous les jours a Beauregard.

## Filmografie, výběr
- 2003 Fanfán Tulipán
- 2004 Joséphine, ange gardien (seriál)
- 2005 Mademoiselle Joubert (seriál)
- 2006 Monsieur Léon (TV film)
- 2007 Zkáza zámku Herm
- 2007 Velké město
- 2008 J´ai pensé á vous tous les jours (TV film)
- 2005 Beauregard